# 레닌그라드 카우보이 미국에 가다
레닌그라드 카우보이 미국에 가다(Leningrad Cowboys Go America)는 스웨덴에서 제작된 아키 카우리스마키 감독의 1989년 코미디 영화이다. 마티 펠론파 등이 주연으로 출연하였고 클라스 올로프슨 등이 제작에 참여하였다.

## 출연

### 주연
- 마티 펠론파
- 카리 바나넌

### 조연
- 사카리 쿠오스마넨
- 푸카 오이노넨